# نورة الصايغ
ممثلة خليجية بحرينيه
. نورة الصايغ، عارضة الأزياء، وممثلة بحرينية.
حصلت على لقب الوصيفة الثانية في مسابقة «ملكة جمال العرب 2013»  وملكه جمال البحرين 2013 كانت بدايتها الفنيه من الصغر وتعلمت الفن عن طريق ورشات مسرحيه التي تقام في البحرين وشاركت في العديد من الأعمال الخليجيه

## سيرتها
ممثلة بحرينية وعارضة الأزياء من عائلة فنية حصلت على لقب الوصيفة الثانية في مسابقة «Miss Arab world 2013» حصلت - كأفضل فنانة صاعدة في مسلسل «منّا وفينا» من تأليف حسين الراشد وعنبر الدوسري، وكعارضة أزياء بجانب التمثيل. شاركت في عدة أعمال فنية من بينها مسلسل حزاوينا خليجية، ومسلسل بنات مسعود عام 2021.

## الجوائز التي حصلت عليها
- حصلت على لقب الوصيفة الثانية في مسابقة «Miss Arab world 2013».[4]
- كأفضل فنانة صاعدة في مسلسل «منّا وفينا»

## اعمالها
- بنات مسعود 2021
- الخطايا العشر 2018
- تغريدة تويتي 2016
- حزاوينا خليجية. 2016